# Parque Haesindang
O Parque Haesindang (삼척 해신당공원) é um parque localizado na costa leste da Coreia do Sul, na cidade de Sinnam, província de Gangwon, onde se encontra o maior museu marítimo do país, com exposição de objetos do folclore local e que integra também um jardim botânico. Dentro do parque encontra-se uma exposição inusitada, conhecida como Parque do Pênis. É conhecido por suas estátuas fálicas, esculpidas em diversos materiais, e criadas por artistas coreanos.

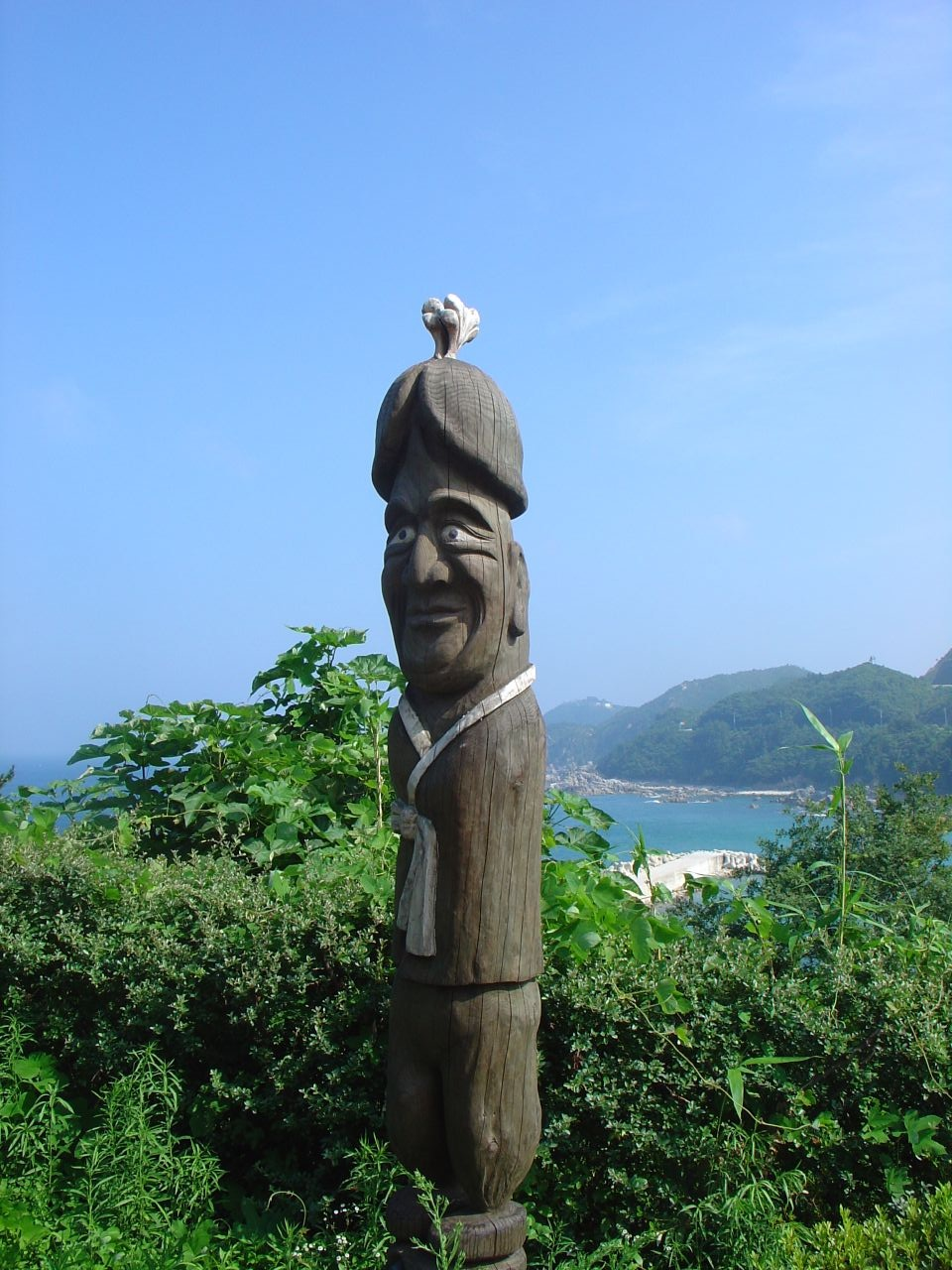
Uma das esculturas fálicas do parque.

A exposição recebeu 270 mil visitantes em 2017, e acredita-se que as estátuas tenham propriedades benéficas para a fertilidade humana, inspirando sentimentos de alegria, espiritualidade e sexualidade.

## Lenda
Segundo a crença da população local, uma jovem mulher foi deixada durante alguns momentos sozinha por seu namorado em uma rocha próxima ao mar e morreu afogada, pois o homem não conseguiu mais encontrá-la por causa de uma forte tempestade. Segundo a lenda, depois disso a vila de pescadores próxima não conseguiu mais pescar, pois os peixes haviam desaparecido. Os moradores passaram a acreditar que a mulher havia morrido sem conhecer os prazeres do sexo, desejando ver o órgão sexual masculino. A "maldição" da falta de peixes só teria acabado depois que foram esculpidas as enormes esculturas de pênis, acreditando-se que aquilo iria satisfazê-la. Mesmo com a construção do parque, o local foi preservado e passou a fazer parte do complexo turístico.